# 增田知貞
增田知貞（日语：／ Masuda Tomosada，1901年1月11日—1952年4月5日）是一位日本陸軍軍醫，最高軍階為大佐，是日本細菌戰部隊軸心人物之一。
增田於1926年畢業於京都大學醫學部，於1931年取得細菌學醫學博士學位，畢業後任職於日本軍事醫學最高學府東京陸軍軍醫學校的「防疫部」，因此與日本細菌戰創始人石井四郎相識，之後兩人在軍部於1932年核准細菌戰開發後，一同在軍醫學校建立細菌戰研究機構的「防疫研究室」。同年增田又追隨石井到滿洲，建設了研製細菌武器的背蔭河細菌戰實驗基地，並在1939年4月至1945年出任其華中地區分部的南京「榮」第1644部隊部隊長。
戰後增田與石井一同將細菌戰資料交給美國換取免責，後於千葉縣君津郡開業行醫，直到1952年4月5日死於交通事故。

### 註腳
1. 1 2  青山貞一 & 池田こみち（2017年）
2. 1 2 3 4  藤井志津枝（1997年），第183页
3. 1 2 3  羅運勝（2015年），第54页